# Ngerebelas
Ngerebelas (Engels: Ngerebelas Islet) is een klein onbewoond eiland in het zuiden van het atol Kayangel, dat op zijn beurt deel uitmaakt van de gelijknamige staat van de Micronesische eilandrepubliek Palau. Het eiland heeft een oppervlakte van een kleine 8,6 hectare en is het op een na kleinste en het op een na zuidelijkste van het atol, telkens na Orak, dat 300 meter zuidwestelijker ligt.
Het dichtbegroeide Ngerebelas ligt 1,2 kilometer ten zuidwesten van het grotere Ngeriungs, dat net zoals Orak onbewoond is. Het grootste en enige bewoonde eiland van het atol, Kayangel, ligt 3,3 kilometer van Ngerebelas verwijderd. Bij laagwater is het mogelijk zich al wadend van het ene eiland naar het andere te begeven.
Kayangel · Ngerebelas · Ngeriungs · Orak